# St. Louis Cardinals
 For alternative betydninger, se STL.
St. Louis Cardinals er et amerikansk baseballhold fra byen St. Louis i staten Missouri. Holdet spiller i Central Division i National League. Deres hjemmebane indtil 2005-sæsonen hed Busch Stadium, og det nye stadion går under betegnelsen New Busch Stadium (eller Busch Stadium III). Holdet har fået sit navn fra kardinalfuglen, der er skarlagenrød ligesom spilledragterne.
Cardinals er et af de ældste baseballhold, og holdet har i alt vundet 10 World Series. Hele 40 tidligere Cardinals-spillere er blevet valgt ind i Baseball Hall of Fame.
Cardinals er de forsvarende World Series-mestre efter deres sejr i 2006, som var den første for holdet siden 1982. Holdets største profiler er Albert Pujols, som vandt MVP-prisen som mest værdifulde spiller i 2005, og Chris Carpenter, der fik Cy Young-prisen som ligaens bedste pitcher det samme år. Cardinals har vundet Central Division de seneste tre sæsoner.

## Historie
Holdet blev grundlagt i 1882 under navnet St. Louis Brown Stockings, hvilket hurtigt blev forkortet til St. Louis Browns. Dengang spillede de i American Association, der var en slags forgænger for den nuværende American League. Browns fik umiddelbar succes, idet de vandt ligaen de første fire år af deres eksistens. Da American Association gik fallit, flyttede Browns til National League i 1892, hvor de har spillet lige siden.
Fra ca. år 1900 skiftede holdet navn til St. Louis Cardinals. Der gik et godt stykke tid, inden de igen kom ind i mesterskabskapløbet. Til gengæld havde det andet St. Louis-hold, som spillede i American League og forvirrende nok hed Browns, en vis succes. I 1926 førte Roger Hornsby, det tætteste National League kom på en Babe Ruth, Cardinals til deres første National League-titel, og det blev også til en sejr i World Series over favoritterne New York Yankees. Fra 1926 til 1946 lå Cardinals i skarp konkurrence med Chicago Cubs, og tilsammen vandt de to hold 17 ligamesterskaber i løbet af de 21 sæsoner. I denne periode vandt Cardinals desuden 6 World Series-titler, anført at bl.a. brødrene Dizzy og Paul Dean, der begge var pitchere. I 1934 vandt de tilsammen hele 49 kampe (Dizzy vandt 30), hvilket stadig er rekord for brødre.
I starten af 1940'erne var Cardinals det bedste hold i National League. 1942-udgaven af holdet vandt 106 kampe og betragtes den dag i dag som et af de bedste hold nogensinde. De følgende to år vandt de 105 kampe. I 1944 vandt Cardinals over rivalerne St. Louis Browns i World Series. Holdets største force var outfielderen og den tredobbelte MVP-vinder Stan Musial. I 1946 tog Cardinals endnu en World Series-titel; denne gang mod Boston Red Sox.
Cardinals, der jo er et sydstatshold, nægtede at skrive kontrakt med sorte spillere, og de forsøgte endda at boykotte deres kampe mod Brooklyn Dodgers, der havde Jackie Robinson på holdet. Først i 1958 tilføjede Cardinals en sort spiller til deres trup.
Fra midten af 1960'erne begyndte Cardinals igen at røre på sig. Fra 1964 til 1969 stod der enten Cardinals eller Brooklyn Dodgers på alt i National League. Cardinals vandt ligaen i 1964, 1967 og 1968, og de vandt World Series i 1964 og 1967. Holdet stjerner i denne periode var leftfielderen Lou Brock samt pitchererne Bob Gibson og Steve Carlton. I 1968 satte Gibson en moderne rekord, da hans earned run average for sæsonen var minimale 1,12. Bl.a. pga. denne præstation ændrede Major League Baseball på en række regler for igen at give batterne nogle fordele over for pitcherne, der havde været dominerende hele årtiet.
Efter nogle sløje 1970'ere, vendte Cardinals stærkt tilbage i 1980'erne under den ukonventionelle træner Whitey Herzog. Under ham vandt holdet tre ligamesterskaber samt World Series i 1982. Cardinals' største stjerner hed dengang Darrel Porter, Ozzie Smith og Willie McGee. I 1985 nåede Cardinals også til World Series, hvor de dog tabte til Kansas City Royals efter en kontroversiel dommerkendelse i 9. inning af den 6. kamp. Kendelsen slog holdet så meget ud af kurs, at de blev kørt fuldstændig over i den 7. og afgørende kamp, som de tabte 11-0. I 1987 blev Cardinals igen slået i World Series; denne gang af Minnesota Twins.
Cardinals vandt først divisionen igen i 1996. De røg dog ud i slutspillet. I 1998 blev baseballfans vidne til et sandt home run-kapløb mellem Cardinals' Mark McGwire og Sammy Sosa fra Chicago Cubs. Begge endte med at slå Roger Maris' 37 år gamle rekord på 61. McGwire vandt duellen med 70 home runs. Kun tre år senere skulle denne rekord imidlertid blive slået af Barry Bonds.
Cardinals vandt Central Division i år 2000, men blev slået ud i slutspillet af New York Mets. Året efter kom Cardinals igen i slutspillet som ligaens bedste toer. Igen blev de dog slået ud før World Series. I 2002 genvandt Cardinals divisionen, men tabte i slutspillet til San Francisco Giants. I 2004 præsterede Cardinals – målt i antal vundne kampe – deres bedste sæson siden 1940'erne, men i World Series blev de imidlertid slået af Boston Red Sox. 2005-sæsonen gav Cardinals endnu en overlegen divisionssejr, men holdet blev slået ud i 2. runde af slutspillet.
I 2006 var Cardinals plaget af skader, men det lykkedes dem alligevel at sikre sig en smal sejr i divisionen med kun 83 vundne kampe i alt. Efter at have vundet med 3 sejre mod 1 over San Diego Padres i 1. runde af slutspillet måtte Cardinals ud i en syvkampesduel mod favoritterne New York Mets for at sikre sig ligamesterskabet, der kom i hus i allersidste inning. I World Series blev holdet betragtet som klare underdogs i forhold til American League-mestrene Detroit Tigers, men alligevel tog de trofæet med 4 sejre mod 1 og blev dermed den World Series-vinder i baseballhistorien, der havde vundet færrest kampe i den regulære sæson.

## Spillestil
Cardinals' offensiv består fortrinsvis af rutinerede battere som 1. basemanden Albert Pujols, 3. basemanden Scott Rolen og centerfielderen Jim Edmonds. I 2006 var holdet i top 5 i ligaen med hensyn til scorede runs samt home runs.
Pitchingmæssigt var Cardinals ret ustabile i 2006 efter et rigtig godt år i 2005, hvor holdet havde ført hele MLB i total earned run average. Pitchingstaben anføres af Chris Carpenter, der blev valgt som ligaens bedste pitcher i 2005 og kom på tredjepladsen i afstemningen i 2006.

## Spilledragt
Hjemmebanedragten er hvid med et skarlagenrødt logo (to kardinalfugle) og teksten "Cardinals".
Udebanedragten er grå med samme logo og tekst som hjemmebaneuniformen.

## Stadion
Til og med 2005-sæsonen spillede Cardinals i Busch Stadium (egentlig Busch Stadium II). I 2006 flyttede holdet ind i New Busch Stadium, der også kaldes Busch Stadium III. Det nye stadion, der i modsætning til det gamle er bygget specifikt til baseball, kommer til at ligge lige ved siden af den gamle grund.
Stadionerne er opkaldt efter Cardinals' tidligere ejer Gussie Busch.

## Nuværende profiler
- Chris Carpenter (starting pitcher): Vandt Cy Young-prisen som ligaens bedste pitcher i 2005.
- Jim Edmonds (centerfielder): Vinder af 8 Gold Gloves som den bedste defensive centerfielder i ligaen.
- Tony La Russa (manager): Cardinals' træner siden 1996. Har i sin managerkarriere vundet 2.297 kampe (efter 2006-sæsonen), hvilket er tredjeflest i baseballhistorien.
- Albert Pujols (1. basemand): Den første spiller siden Ted Williams, der har fået 100 RBI i sine første seks sæsoner som professionel. Ligeledes er han den første nogensinde, der har slået 30 home runs eller mere i sine første seks sæsoner. Valgt som ligaens bedste spiller (MVP) i 2005 og er endt i top 4 hvert år siden sin debut.
- Scott Rolen (3. basemand): Vinder af 7 Gold Gloves og fem gange All-Star.

## Legendariske spillere
- Lou Brock (Hall of Fame)
- Dizzy Dean (Hall of Fame)
- Bob Gibson (Hall of Fame)
- Mark McGwire
- Stan Musial (Hall of Fame)
- Red Schoendienst (Hall of Fame)
- Enos Slaughter (Hall of Fame)
- Ozzie Smith (Hall of Fame)

NB. Ud over ovenstående er der også en lang række andre spillere, som dog har spillet det meste af deres karriere i andre klubber.